# Michael B. Buchholz
Michael B. Buchholz (* 29. April 1950) ist ein deutscher Psychoanalytiker, Lehr- und Kontrollanalytiker sowie Professor an der International Psychoanalytic University Berlin. Zudem ist er außerplanmäßiger Professor für den Fachbereich der Sozialwissenschaften an der Georg-August-Universität Göttingen und Vertretungsprofessor für Psychoanalyse an der Universität Kassel.

## Leben
Über sein Privatleben ist wenig bekannt. Gemeinsam mit seiner Frau Karla Hoven-Buchholz betreibt er in Göttingen eine psychoanalytisch-psychotherapeutische Praxis für Kassen- und Privatpatienten.

### Akademischer Werdegang
Von 1968 bis 1971 studierte Buchholz Psychologie an der Johannes Gutenberg-Universität in Mainz, setzte dieses Studium danach an der Universität Heidelberg fort und schloss es 1975 mit Diplom ab.
1980 promovierte Buchholz an der Johann Wolfgang Goethe-Universität bei Hermann Argelander in Frankfurt am Main. Habilitiert wurde er zehn Jahre später in dem Fach Medizinsoziologie. 1995 wurde er zum außerplanmäßigen Professor an der Universität Göttingen ernannt. Es folgten Vertretungsprofessuren für Psychoanalyse an der Universität in Frankfurt am Main. Von 2004 bis 2006 war er Professor für Psychotherapiewissenschaft an der Sigmund Freud Privatuniversität in Wien. Es folgten Gastprofessuren 2007 an der Universität Klagenfurt, zwischen 2007 und 2008 an der Universität Innsbruck und von 2009 bis 2010 an der Universität Kassel.

### Beruflicher Werdegang
Von 1975 bis 1979 war Buchholz Mitarbeiter eines Beratungsdienstes der Kirchen und des öffentlichen Dienstes. Zwischen 1979 und 1985 leitete er eine Beratungsstelle für Eltern, Kinder und Jugendliche in Bad Homburg. An der Universität Göttingen war er von 1985 bis 1990 als wissenschaftlicher Mitarbeiter im Bereich der Familientherapie tätig. 1988 wurde Buchholz zum Dozenten am Lou Andreas-Salomé Institut für Psychoanalyse und Psychotherapie in Göttingen ernannt, das diesen Namen allerdings erst seit 1994 trägt. Zwischen 1990 und 1999 war er Leiter der Forschungsabteilung für Psychosomatik und Psychotherapie an dem Asklepios Fachklinikum Tiefenbrunn in Rosdorf. Zudem gründete und leitete Buchholz dort die damalige sog. familientherapeutische Werkstatt. In dieser Rolle initiierte bzw. betreute er vier Forschungsprojekte, deren Ergebnisse inzwischen publiziert sind.
Buchholz hat eine Ermächtigung für Weiterbildung in Tiefenpsychologie und Psychoanalyse. Seit 2003 ist er Lehranalytiker der Deutschen Psychoanalytischen Gesellschaft. Seit 2009 ist er Professor für Sozialpsychologie an der International Psychoanalytic University Berlin (IPU) in Berlin und leitet dort das Promotionsbegleitprogramm PSAID (Postgraduate Studies for the Advancement of Individual Dissertations) in englischer Sprache.
Zu seinen Forschungsschwerpunkten gehört die Konversationsanalyse, in deren Rahmen er therapeutische Konversationen untersucht und sie zugleich mit Narrations- und Metaphernanalyse verbindet.

### Weiterbildungen
Buchholz absolvierte mehrere Weiterbildungen in verschiedenen psychotherapeutischen Verfahren. 1979 schloss er seine Weiterbildung in Psychodrama am Moreno-Institut in Stuttgart ab. Zwei Jahre später beendete er seine Weiterbildung als Gesprächspsychotherapeut bei der Gesellschaft für wissenschaftliche Gesprächspsychotherapie. Im Jahr 1990 legte er in Göttingen das Examen in seiner familientherapeutischen Weiterbildung ab, die zeitweise parallel zu seiner psychoanalytischen Ausbildung lief. 1991 schließlich wurde er Psychoanalytiker, ebenfalls in Göttingen.

## Autor und Herausgeber
Neben seiner Berufsarbeit in Lehre und Psychotherapie ist Buchholz auch als Autor recht produktiv. Seine Publikationsliste ist lang und schulenübergreifend. Sie bietet zahlreiche „Anschlussmöglichkeiten an Konzepte und Theorien aus Soziologie, Systemtheorie, Linguistik, den Kognitionswissenschaften, der Professionstheorie, der Säuglings- und Affektforschung“, wie Tom Levold im Jahr 2015 anmerkte.
Buchholz war Mitherausgeber der Zeitschrift System Familie, die zwischen 1989 und 1999 im Springer-Verlag erschien. Zudem ist er Mitbegründer und neben anderen Herausgeber von Psychotherapie und Sozialwissenschaft. Diese Fachzeitschrift erschien zwischen 1999 und 2005 im Psychosozial-Verlag, bis sie zum Verlag Vandenhoeck & Ruprecht wechselte. 2014 ging sie in die Zeitschrift Psychosozial über. Darüber hinaus ist er seit 2006 Mitherausgeber der Zeitschrift International Forum of Psychoanalysis. Sie erscheint im Routledge-Verlag.
Buchholz gehört zum wissenschaftlichen Beirat in weiteren Zeitschriften. Seit 2002 verfasst er im Auftrag der DGPT und in zeitlich lockerer Folge den Psycho-News-Letter, dem er selbst mit der 14. Ausgabe den wiederkehrenden Untertitel Ein kleiner Literaturrundflug gegeben hat. Darin gab er beispielsweise in den ersten beiden Ausgaben einen Überblick über Psychotherapieforschung und in der jüngsten noch frei zugänglichen Ausgabe Nr. 97 schrieb er über Neues zu Kultur und Praxis.
Anlässlich des 65. Geburtstages von Buchholz bezeichnete Tom Levold ihn als einen der „bedeutendsten gegenwärtigen klinischen Theoretiker im deutschen Sprachraum“:

„Anstatt schulenimmanentes Wissen einzuhegen und zu verteidigen, treibt er im Gegenteil die theoretischen Entwicklungen immer weiter voran, immer neugierig auf das, was außerhalb der Dogmen und Lehrsätze zu finden ist – und mit einer beneidenswerten Gabe, die verschiedensten Konzepte und Modelle ständig neu zu lesen und miteinander in ein fruchtbares Verhältnis zu setzen. Das macht seine Arbeiten, auch wenn sie dem Anschein nach primär an die psychoanalytische Gemeinde adressiert sind, immer auch für alle anderen Psychotherapeuten lesenswert: es gibt jedes Mal etwas zu lernen.“

Zwischen 2004 und 2009 brachte Buchholz einen Teil seiner Aufsätze aus dem Psycho-News-Letter in Buchform heraus, von denen inzwischen vier verschiedene Ausgaben publiziert sind. Mathias Hirsch verfasste eine Rezension.

## Schriften (Auswahl)
Als Autor:
- mit Ulrike Buchholz: Ansätze einer historischen Psychologiekritik. Zur Geschichte der Individualitätsformen (= Argumentationen. Bd. 33). Focus-Verlag, Gießen 1977, ISBN 3-920352-23-8.
- Psychoanalytische Methode und Familientherapie (= Psychoanalytische Reflexion und therapeutische Verfahren in der Pädagogik. Bd. 13). Mit einem Vorwort von Hermann Argelander. Fachbuchhandlung für Psychologie – Verlags-Abteilung, Frankfurt am Main 1982, ISBN 3-88074-013-5 (Zugleich: Frankfurt am Main, Universität, Dissertation, 1980).
- Die unbewusste Familie. Psychoanalytische Studien zur Familie in der Moderne. Springer, Berlin u. a. 1990, ISBN 3-540-52406-1.
- Dreiecksgeschichten – Eine klinische Theorie psychoanalytischer Familientherapie, Vandenhoeck & Ruprecht, Göttingen, 1993, ISBN 3-525-45760-X
- Metaphern der „Kur“. Eine qualitative Studie zum psychotherapeutischen Prozess. Westdeutscher Verlag, Opladen 1996, ISBN 3-531-12843-4.
- mit Cornelia von Kleist: Szenarien des Kontakts. Eine metaphernanalytische Untersuchung stationärer Psychotherapie, Psychosozial-Verlag, Gießen 1997, ISBN 3-932133-26-9
- Psychotherapie als Profession, Psychosozial-Verlag, Gießen, 1999, ISBN 3-932133-93-5
- mit Franziska Lamott und Kathrin Mörtl: Tat-Sachen. Narrative von Sexualstraftätern. Psychosozial-Verlag, Gießen, 2008; ISBN 978-3-89806-881-9
- Liebe und Hiebe. Wenn Schmerz verbindet. In: psychosozial. Nr. 123, 2011, S. 91–106.
- mit Franziska Lamott, Kathrin Mörtl: Tat-Sachen. Narrative von Sexualstraftätern (= Forschung Psychosozial). 2. Auflage. Psychosozial-Verlag, Gießen 2011, ISBN 978-3-89806-881-9.
- Kleiner Literaturrundflug. In: DGPT (Hrsg.): Psycho-News-Letter. Seit 2002 unregelmäßig (mit 98 frei zugänglichen Artikeln). Abgerufen am 24. Januar 2016 (HTML).

Als Herausgeber:
- Metaphernanalyse. Vandenhoeck & Ruprecht, Göttingen, 1993, ISBN 3-525-45747-2
- als Herausgeber mit Ulrich Streeck: Heilen, Forschen, Interaktion. Psychotherapie und qualitative Sozialforschung. Westdeutscher Verlag, Opladen 1994, ISBN 3-531-12587-7.
- als Herausgeber: Psychotherapeutische Interaktion. Qualitative Studien zu Konversation und Metapher, Geste und Plan. Westdeutscher Verlag, Opladen 1995, ISBN 3-531-12755-1.
- als Herausgeber mit Günter Gödde: Das Unbewusste. Ein Projekt in drei Bänden. Psychosozial-Verlag, Gießen 2005–2006, ISBN 3-89806-472-7 (Set);
  - Band 1: Macht und Dynamik des Unbewußten. Auseinandersetzungen in Philosophie, Medizin und Psychoanalyse. 2005, ISBN 3-89806-363-1;
  - Band 2: Das Unbewusste in aktuellen Diskursen – Anschlüsse. 2005, ISBN 3-89806-448-4;
  - Band 3: Das Unbewusste in der Praxis. Erfahrungen verschiedener Professionen. 2006, ISBN 3-89806-449-2.
- als Herausgeber mit Günter Gödde: Der Besen, mit dem die Hexe fliegt. Wissenschaft und Therapeutik des Unbewussten. Band 1: Psychologie als Wissenschaft der Komplementarität. 2012, ISBN 978-3-8379-2189-2
- Als Herausgeber mit Günter Gödde: Der Besen, mit dem die Hexe fliegt. Wissenschaft und Therapeutik des Unbewussten. Band 2: Konversation und Resonanz in der Psychotherapie. 2012, ISBN 978-3-8379-2190-8